# دوري بوتان الوطني لكرة القدم 2018
دوري بوتان الوطني لكرة القدم 2018 هو موسم من دوري بوتان الوطني لكرة القدم. أشرف على تنظيمه اتحاد بوتان لكرة القدم، وفاز فيه ترانسبورت يونايتد إف سي.